# Eriocaulon bicolor
Eriocaulon bicolor là một loài thực vật có hoa trong họ Cỏ dùi trống. Loài này được Kimp. mô tả khoa học đầu tiên năm 1994.